# Ogyrides striaticauda
Ogyrides striaticauda is een garnalensoort uit de familie van de Ogyrididae. De wetenschappelijke naam van de soort is voor het eerst geldig gepubliceerd in 1915 door Kemp.